# Tony Hawk's American Wasteland
 (octobre 2019).
Si vous disposez d'ouvrages ou d'articles de référence ou si vous connaissez des sites web de qualité traitant du thème abordé ici, merci de compléter l'article en donnant les références utiles à sa vérifiabilité et en les liant à la section « Notes et références ».
Tony Hawk's American Wasteland est un jeu vidéo de skateboard sorti fin 2005 se déroulant entièrement à Los Angeles en Californie. Il s'agit du 7e épisode de la série Tony Hawk's Pro Skater.

## Description
Tony Hawk's American Wasteland se constitue d'un mode carrière dans Los Angeles avec des tonnes d'objectifs variés. Vous avez la possibilité de personnaliser votre skater, d'acheter des vêtements, ainsi que vous promener dans les magasins, tout ça en cours de jeu. Parmi les nouveautés, peu de choses. Cependant, une prouesse technique de taille, le jeu n'a aucun temps de chargement entre les niveaux du fait d'un système de « tunnels » qui charge le niveau suivant alors que l'on s'y dirige. Le jeu propose également quelques passages sur un BMX avec Rick Thorne ou Matt Hoffman. La customisation du jeu, poussée à l'extrême, permet de créer votre skater, sa planche, ses figures, ses tags et un éditeur de parcs très évolué vous permet de créer le niveau de vos rêves.
Il existe aussi un autre mode de jeu : Le mode « classique ». Ce sont des niveaux supplémentaires pleins d'objectifs, bien spécifiques aux anciens Tony Hawk. C'est-à-dire que vous retrouverez des anciens objectifs des premiers Tony Hawk pour les plus nostalgiques avec toujours une bande son explosive.
Les pros de BMX Rick Thorne, Matt Hoffman peuvent aussi délaisser leur monture pour grimper sur un skateboard.

## Niveaux
American Wasteland est le premier opus de la série Tony Hawk's Pro Skater qui offre au joueur un seul niveau très étendu.
La carte est divisée en différents quartiers :
- Plate-forme pétrolière (niveau bonus de Tony Hawk's Pro Skater 3 sur Xbox)
- Santa Monica
- Beverly Hills
- Skate Ranch (niveau qui se construit au fil du jeu)
- Hollywood
- Downtown Los Angeles
- Skatepark Vans
- East Los Angeles
- Casino (niveau Las Vegas de Tony Hawk's Underground 2 Remix)

## Bande son
- 7 Seconds - We're Gonna Fight
- Alkaline Trio - Wash Away (reprise de TSOL)
- An Endless Sporadic - Sun of Pearl
- Bad Religion - We're Only Gonna Die
- Black Flag - Rise Above
- The Bled - House of Suffering (reprise de Bad Brains)
- Bloc Party - Like Eating Glass
- Bobot Adrenaline - Penalty Box
- The Bravery - Unconditional
- Breakestra - Champ
- The Casualties - Get Off My Back
- Circle Jerks - Wild in the Streets (reprise de Garland Jeffreys)
- Dead Kennedys - California Über Alles
- Death from Above 1979 - Little Girl
- Del tha Funkee Homosapien (avec Hieroglyphics) - Burnt
- D.R.I. - Couch Slouch
- The Doors - Peace Frog
- Dropkick Murphys - Who Is Who (reprise de The Adolescents)
- El-P - Jukie Skate Rock
- Emanuel - Search and Destroy (reprise de The Stooges)
- The Faint - I Disappear
- Fall Out Boy - Start Today (reprise de Gorilla Biscuits)
- Fatlip - What's Up Fatlip
- Felix da Housecat - Everyone is Someone in LA
- Frank Black - Los Angeles
- From Autumn to Ashes - Let's Have a War (reprise de Fear)
- The God Awfuls - Watch it Fall
- Good Riddance - 30 Day Wonder
- Green Day - Holiday
- High on Fire - Devilution
- Hot Snakes - Time to Escape (reprise de Government Issue)
- Lair of the Minotaur - Warlord
- Mastodon - Iron Tusk
- Mike V. and the Rats - Vendetta
- Molemen (avec Aesop Rock, Slug et MF DOOM) - Put Your Quarter Up
- Mötley Crüe - Live Wire
- My Chemical Romance - Astro Zombies (reprise de The Misfits)
- Nassim - Rawhide
- The Network - Teenagers From Mars (reprise de The Misfits)
- Oingo Boingo - Who Do You Want to Be
- Pest - Duke Kerb Crawler
- Pig Destroyer - Gravedancer
- Prefuse 73 - The End of Biters (listé comme One Word Extinguisher dans le jeu)
- Public Enemy (avec Ice Cube et Big Daddy Kane) - Burn Hollywood Burn
- Rise Against - Fix Me (reprise de Black Flag)
- The Riverboat Gamblers - Hey! Hey! Hey!
- Rob Sonic - Sniper Picnic
- Saves the Day - Sonic Reducer (reprise de The Dead Boys)
- Scissor Sisters - Filthy/Gorgeous
- Senses Fail - Institutionalized (reprise de Suicidal Tendencies)
- Sham 69 - Borstal Breakout
- SNFU - Better Homes and Gardens
- Spirit Caravan - Dove-Tongued Aggressor
- Strike Anywhere - Question the Answer
- Taking Back Sunday - Suburban Home/I Like Food (reprise de The Descendents)
- Thrice - Image of the Invisible
- Thrice - Seeing Red/Screaming at a Wall (reprise de Minor Threat)
- The Thunderlords - I Like Dirt
- Thursday - Ever Fallen in Love? (reprise de The Buzzcocks)
- Tommy Guerrero - Organism
- Ungh! - Skate Afrikkana
- USSR - Live Near Death
- Venom - Black Metal